# 氷河時代の年表
氷河時代の年表（ひょうがじだいのねんぴょう）では、氷河時代の歴史に関する簡潔な編年表を掲げる。
地球史の中でこれまでに知られている氷河時代は5つあり、現在地球は第四紀氷河時代ないし新生代氷河時代にある。氷河時代の中でも、気候状態がより厳しい時期とより温和な時期が存在し、それぞれ氷期と間氷期と呼ばれる。地球は現在、そのような第四紀氷河時代の間氷期にあり、第四紀の最終氷期は約11,700年前に完新世が始まると同時に終わった。気候プロキシに基づいて、古気候学者らは氷河作用に端を発する異なる気候状態を研究している。

## 既知の氷河時代
| 名称                                                                | 年代 (Ma)    | 紀                       | 代                 |
| ------------------------------------------------------------------- | ------------ | ------------------------ | ------------------ |
| 第四紀氷河時代                                                      | 2.588 – 現在 | （新第三紀と）第四紀     | 新生代             |
| カルー氷河時代                                                      | 360 – 260    | 石炭紀とペルム紀         | 古生代             |
| アンデス＝サハラ氷河時代                                            | 450 – 420    | オルドビス紀とシルル紀   | 古生代             |
| クライオジェニアン氷河時代 （スターティアン＝ヴァランガー氷河時代） | 720 – 635    | クライオジェニアン       | 新原生代           |
| ヒューロニアン氷河時代                                              | 2450 – 2100  | シデリアンとリィアキアン | 古原生代           |
| ポンゴラ氷河時代                                                    | 2900 – 2780  |                          | 中太古代と新太古代 |

## 概説
最も厳しかったとされる2番目の氷河時代は720–635 Ma (百万年) 前の新原生代に起きたと推定されており、2度目の 「スノーボールアース」（雪玉地球）を創り出し、地球が完全に氷で覆い尽くされたことが示唆されている。また、この2度目の寒冷期の終結が、その後のカンブリア爆発（カンブリア紀に起きたとされる多細胞生物の急速な多様化）の一因となったであろうことも示唆されている。しかし、この仮説については、有力な証拠が積み上げられてきたことで研究者の間で支持を集めつつあるものの、未だ論争が続いている。
一連の小規模な氷期は460 Maから430 Maの間に起きた。さらに、350 Maから250 Maの間にも大規模な氷河時代があった。現在の氷河時代は第四紀氷河時代（または新生代氷河時代）と呼ばれており、多かれ少なかれ4万年から10万年の周期で大規模な氷河作用を繰り返している。

## 第四紀の氷期/間氷期サイクルの命名体系
当初、第四紀氷河時代の氷期・間氷期は特徴的な地質の特色に因んで命名されていたので、それらの名称は地域ごとに異なっていた。今は、氷期・間氷期に言及するときは、それらの海洋同位体ステージ (Marine Isotopic Stage, MIS) 番号を使って表すことが研究者らの間で一般的になってきている。海底堆積物の記録は過去の全ての氷河時代の情報を保存している。それに比べて、陸上に残された痕跡は、後の氷河作用が前の氷河作用の痕跡を削り取って消し去ってしまうこともあるため、不完全であることが多い。積み重なった大陸氷床を掘削して得られる氷床コアも完全な記録を提供してくれるが、海洋のデータほど古い年代まで遡ることはない。レス（黄土）のプロファイルのほか、湖沼堆積物から得られる花粉のデータも重要な陸上の相関データを提供した。専門的議論はMIS番号を使用する方に向かったので、「命名」による体系は完成しなかった。たとえば、最近50万年の間に海底堆積物に記録された更新世の氷期・間氷期サイクルは5回あるが、同じ時期（ミンデル、リス、ヴュルム）の陸上の記録に基づいて当初認識されていたのは3回の典型的な間氷期だけだった。

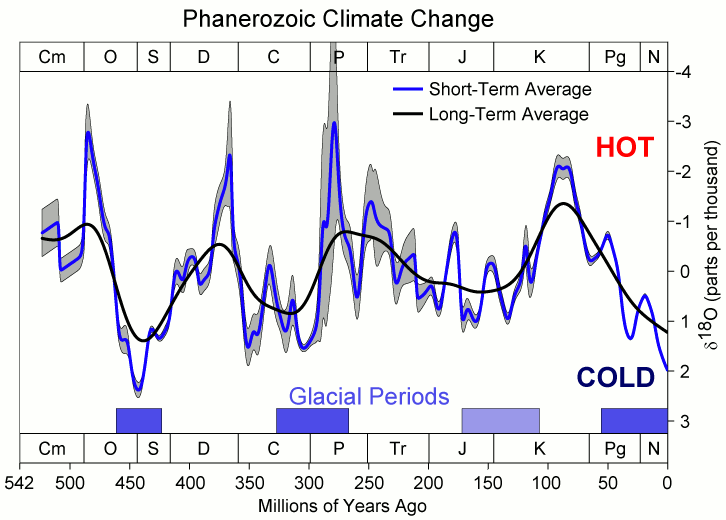
現在と前回と前々回の3回の氷河時代を示した5億年間の記録

陸上に残された証拠はMIS 6まではそこそこうまく遡れるが、陸上の証拠だけを使ってそれより前の年代の氷期・間氷期を順序よく整理するのは難しい。したがって、「命名」体系は不完全であり、陸上の証拠に基づくそれ以前の氷河時代の同定は推測によるところが大きい。それにもかかわらず、陸上の記録からのデータは地形についての議論や既知の海洋同位体ステージとそれらを関連づける際には有用である。

### 第四紀氷河時代の編年表
以下に示すように、最近の第四紀の氷期と間氷期には、直近のものから遠い過去のものまで、名前がついている。日本ではアルプス名で呼ぶことが多い。
| 名称                          | 名称                           | 名称                                    | 名称                                                 | 名称                                        | 間/氷期 | 年代 (ka)       | 海洋同位体ステージ (MIS) | 世     |
| アルプス                      | 北米                           | 北欧                                    | グレートブリテン                                     | 南米                                        | 間/氷期 | 年代 (ka)       | 海洋同位体ステージ (MIS) | 世     |
| ----------------------------- | ------------------------------ | --------------------------------------- | ---------------------------------------------------- | ------------------------------------------- | ------- | --------------- | ------------------------ | ------ |
| 後氷期 Postglacial            | 後氷期 Postglacial             | フランドリアン Flandrian                | フランドリアン Flandrian                             |                                             | 間氷期  | 現在 – 12       | 1                        | 完新世 |
| ヴュルム Würm                 | ウィスコンシン Wisconsin       | ヴァイクセル Weichsel                   | ディベンシアン Devensian                             | ジャンキウェ又はメリダ Llanquihue or Mérida | 氷期    | 12 – 110        | 2-4 & 5a-d               | 更新世 |
| リス/ヴュルム Riß-Würm        | サンガモニアン Sangamonian     | エーミアン Eemian                       | イプスウィッチアン Ipswichian                        | バルディビア Valdivia                       | 間氷期  | 115 – 130       | 5e                       | 更新世 |
| リス Riß                      | イリノイアン Illinoian         | ザーレ Saale                            | ウォルストニアン又はギッピング Wolstonian or Gipping | サンタマリア Santa María                    | 氷期    | 130 – 200       | 6                        | 更新世 |
| ミンデル/リス Mindel-Riß      | プレイリノイアン Pre-Illinoian | ホルスタイン Holstein                   | ホクソニアン Hoxnian                                 |                                             | 間氷期  | 374 – 424       | 11                       | 更新世 |
| ミンデル Mindel               | プレイリノイアン Pre-Illinoian | エルステリアン Elsterian                | アングリアン Anglian                                 | リオジコ Río Llico                          | 氷期    | 424 – 478       | 12                       | 更新世 |
| ギュンツ/ミンデル Günz-Mindel | プレイリノイアン Pre-Illinoian |                                         | クローマリアン Cromerian                             |                                             | 間氷期  | 478 – 533 – 563 | 13-15                    | 更新世 |
| ギュンツ Günz                 | プレイリノイアン Pre-Illinoian | エルベ又はメナピィアン Elbe or Menapian | ビーストニアン Beestonian                            | カラコル Caracol                            | 氷期    | 621 – 676       | 16                       | 更新世 |

上記よりも古い第四紀の氷期/間氷期
| 名称                            | 間/氷期 | 年代 (ka)   | MIS | 世 |
| パストニアン Pastonian          | 間氷期  | 600 – 800   |     |    |
| プレパストニアン Pre-Pastonian  | 氷期    | 800 – 1300  |     |    |
| ブレイマートニアン Bramertonian | 間氷期  | 1300 – 1550 |     |    |

**表のデータは Gibbard Figure 22.1. に基づく。

### 氷床コア由来の最近の氷期/間氷期の証拠
氷床コアを使用することで、最近の氷期/間氷期の高解像度の記録が得られる。それによって、海洋同位体ステージの編年が確定する。氷床コアのデータは、直近40万年間の氷期/間氷期の構成について、現状よりもかなり寒冷な7万年から9万年程度のはるかに長い氷期と、現在と同じくらい温暖な1万年から3万年程度の短い間氷期とが交互に現れることを示している。新しいEPICA南極氷床コアによって、40万年前から78万年前の間は、各氷期/間氷期サイクルのうち、間氷期のほうが相当大きな割合を占めていたが、その後の間氷期ほど温暖ではなかったことが明らかになった。